# Lîpîți, Mîkolaiiv
Lîpîți (în ucraineană Липиці) este un sat în comuna Hirske din raionul Mîkolaiiv, regiunea Liov, Ucraina.

## Demografie
Componența lingvistică a localității Lîpîți
     Ucraineană (100%)
Conform recensământului din 2001, toată populația localității Lîpîți era vorbitoare de ucraineană (100%).